# Rendita fondiaria
In economia si definisce rendita fondiaria la rendita perpetua costituita mediante l'alienazione di un bene immobile. In Italia la stessa è disciplinata dal Titolo III del Libro Quarto del Codice Civile e definita dall'articolo 1863.
Con accezione leggermente diversa si indica come rendita fondiaria anche la differenza tra il prezzo di mercato di un immobile (sia un edificio propriamente detto che un terreno edificabile) ed il costo di produzione dello stesso (tra i "costi di produzione" si possono annoverare, ad esempio, il valore agricolo del terreno, i costi di edificazione dei fabbricati, i costi di urbanizzazione). Tale valore differenziale si esplicita con l'alienazione dell'immobile.
| Controllo di autorità | Thesaurus BNCF 9840 · BNF (FR) cb119511054 (data) |